# Kleidotoma longipennis
Kleidotoma longipennis är en stekelart som beskrevs av Cameron 1889. Kleidotoma longipennis ingår i släktet Kleidotoma, och familjen glattsteklar. Arten är reproducerande i Sverige.